# 653

## Události
- Byl zatčen papež Martin I.
- Sigeberht II. Dobrý se stal králem Essexu po Sigeberhtovi I. Malém.
- Aripert I. (synovec Theodelindy) se stal králem Langobardů po Rodoaldovi.
- Ostrov Rhodos přepadli Arabové a zbytky sochy zničené zemětřesením odvezli neznámo kam. Pravděpodobně je posléze roztavili.

## Úmrtí
- 3. září – Svatý Honorius, arcibiskup z Canterbury
- Chindaswinth, král Vizigótů
- Rodoald, král Langobardů
- al-Abbás, Mohamedův strýc a jeho největší finanční mecenáš

## Hlavy států
- Papež – Martin I. (649–654/655)
- České země (Sámova říše) – Sámo
- Byzantská říše – Konstans II.
- Franská říše
  - Neustrie & Burgundsko – Chlodvík II. (639–658)
  - Austrasie – Sigibert III. (634–656) + Grimoald (majordomus) (643–657)
- Anglie
  - Wessex – Cenwalh
  - Essex – Sigeberht I. Malý » Sigeberht II. Dobrý
  - Mercie – Penda
- První bulharská říše – Kuvrat (630–641/668)?